# 原田哲夫
原田 哲夫（はらだ てつお、1953年10月26日 - ）は、日本の剣道家（教士八段）。大分県中津市出身。京都府警察警察官であり、元剣道日本代表。第32回全日本剣道選手権大会優勝者でもある。

## 経歴
- 1953年（昭和28年）10月26日 -  大分県中津市で誕生。その後、島根県境港市に移り、中学校から剣道を始める。
- 高校卒業後、京都府警察に奉職。
- 1984年（昭和59年）11月 - 第32回全日本剣道選手権大会にて3度目の挑戦を経て、初優勝を遂げる。

## 戦績
全日本剣道選手権大会
- 第32回大会（1984年）-優勝

世界剣道選手権大会
- 第6回パリ大会（1984年） - 団体優勝